# André Hille

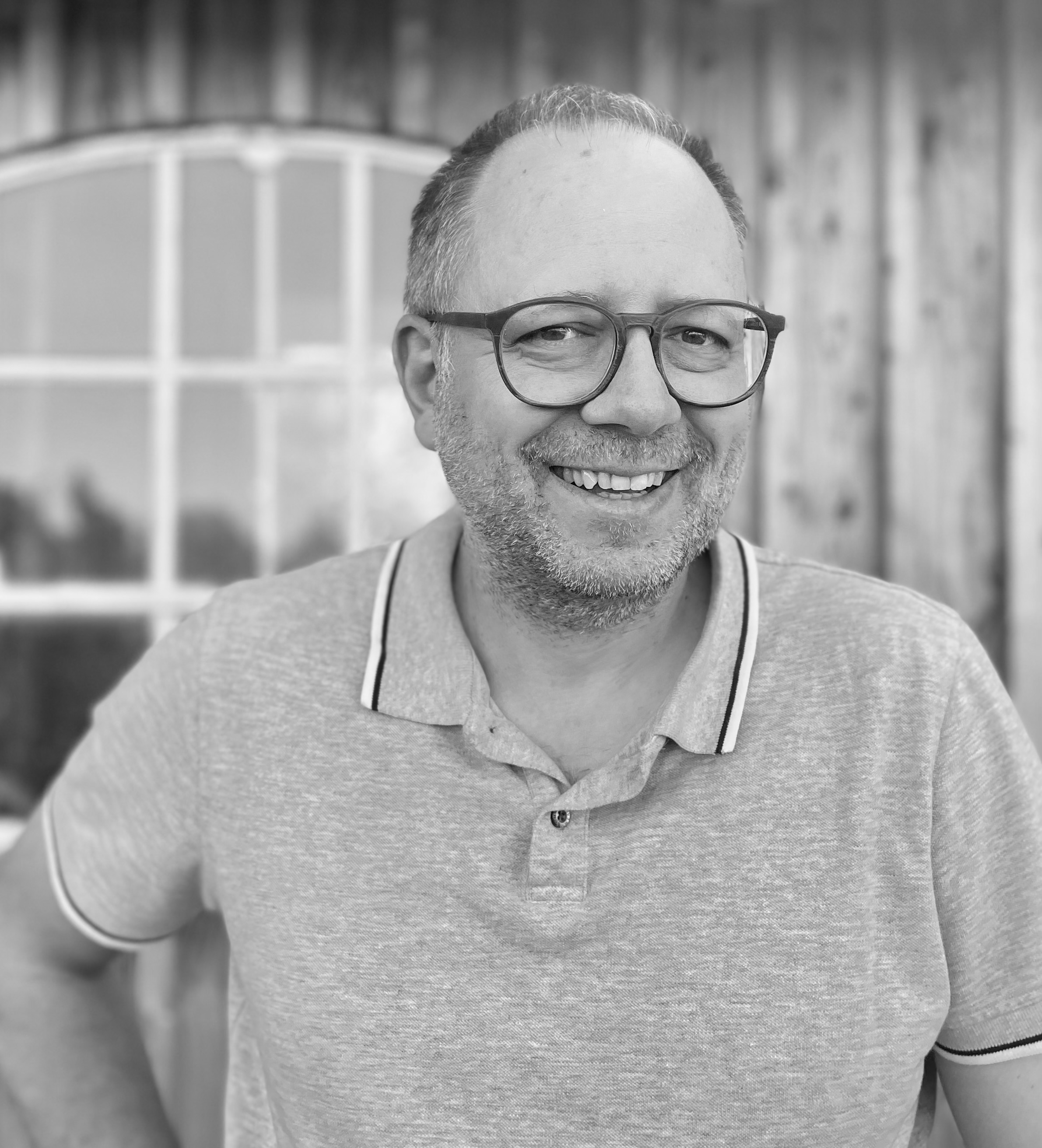
André Hille, 2022

André Hille (* 23. Mai 1974 in Osterburg, Altmark) ist ein deutscher Schriftsteller, Lektor und ehemaliger Literaturagent.

## Leben
André Hille wuchs in Tangermünde auf. Er studierte Literatur- und Medienwissenschaften sowie Jura und Grafik/Malerei in Marburg/Lahn, nebenbei arbeitete er als Postbote, Buchhändler und Lokaljournalist. Von 2006 bis 2014 lebte er in Leipzig und führte als Programmleiter den Plöttner Verlag, in dem er den Bereich deutschsprachige Literatur aufbaute. Er verlegte u. a. Jan Kuhlbrodt, Thomas Kunst, Susanne Schädlich oder Nils Mohl. 2009 gründete er in der Leipziger Baumwollspinnerei die Autorenschule Textmanufaktur und 2012 zusammen mit der freien Lektorin Gesa Jung die Agentur Hille & Jung, die 2019 wieder aufgelöst wurde. Zehn Jahre lang unterrichtete er Kreatives Schreiben und Lektorat, u. a. an den Universitäten Leipzig und Saarbrücken sowie am mediacampus Frankfurt. Seit 2014 lebt er mit seiner Frau und drei Kindern in Fischerhude bei Bremen.
Er erhielt Preise und Stipendien; u. a. verbrachte er im Rahmen des Stipendiums „Auswärtsspiel“ der Kulturstiftung des Freistaates Sachsen acht Wochen im Gerhart-Hauptmann-Haus in Agnetendorf/Jagniątków.

## Werke

### Romane
- Das Rauschen der Nacht, Blessing Verlag, München 2020, ISBN 978-3-89667-654-2
- Jahreszeit der Steine, C.H. Beck Verlag, München 2023, ISBN 978-3-406-79991-4

### Sachbücher
- Titel, Pitch und Exposé für Romane, Textmanufaktur Verlag 2015
- Aufgewachsen in der DDR – Wir vom Jahrgang 1974, Wartberg Verlag, Gudensberg-Gleichen 2023, ISBN 978-3-8313-3174-1